# Гексахлоротехнетат калия
Гексахлоротехнетат калия — неорганическое соединение, комплексный хлорид металлов технеция и калия с формулой K2[TcCl6],
жёлтые кристаллы,
гидролизуются в воде.

## Получение
- Восстановление пертехнетата аммония иодидом калия в сильно солянокислой среде:

{\displaystyle {\mathsf {2NH_{4}TcO_{4}+6KI+16HCl\ {\xrightarrow {}}\ 2K_{2}[TcCl_{6}]+3I_{2}+2KCl+2NH_{4}Cl+8H_{2}O}}}

## Физические свойства
Гексахлоротехнетат калия образует жёлтые кристаллы.

## Химические свойства
- Разлагается при нагревании:

{\displaystyle {\mathsf {K_{2}[TcCl_{6}]\ {\xrightarrow {1000^{o}C}}\ Tc+2KCl+2Cl_{2}\uparrow }}}
- Гидролизуется водой:

{\displaystyle {\mathsf {K_{2}[TcCl_{6}]+4H_{2}O\ {\xrightarrow {}}\ TcO_{2}\cdot 2H_{2}O+2KCl+4HCl}}}